# Alutwewa
Alutwewa är en administrativ by i Sri Lanka.   Den ligger i provinsen Norra Centralprovinsen, i den centrala delen av landet, 190 km nordost om huvudstaden Colombo.